# Kerk van Møgeltønder
De Kerk van Møgeltønder (Deens: Møgeltønder Kirke) is een luthers kerkgebouw in de Deense plaats Møgeltønder. De kerk werd pas in 1970 een echte parochiekerk van de Deense Volkskerk. Daarvoor behoorde de kerk tot het bezit van het Nedersaksische adelsgeslacht Schack op het kasteel Schackenborg. Toen prins Joachim van Denemarken het slot nog bewoonde (tot 2014) vond zijn huwelijk met Marie Cavallier en de doop van zijn beide kinderen in deze kerk plaats.

## Kerkgebouw

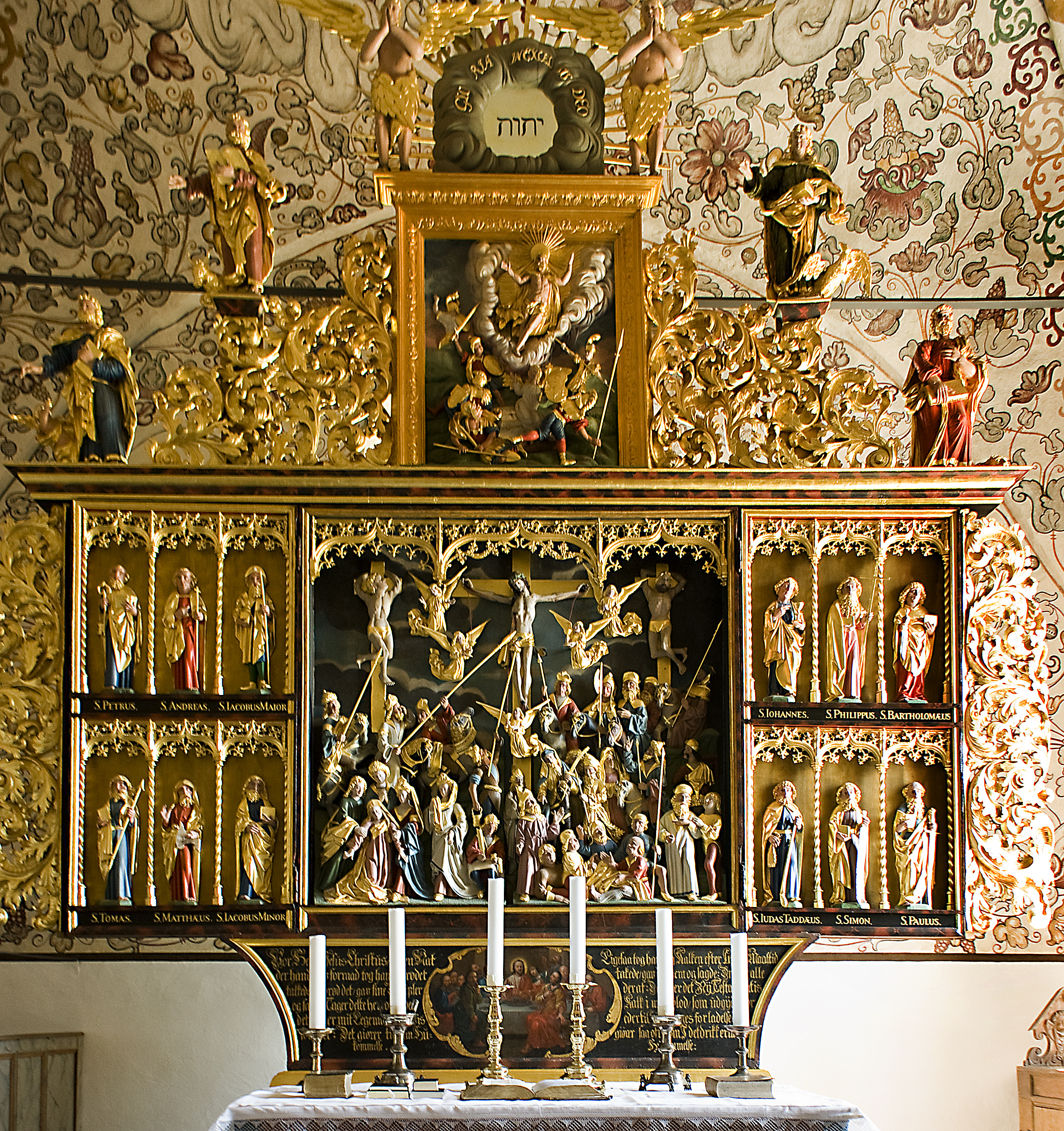
Altaar

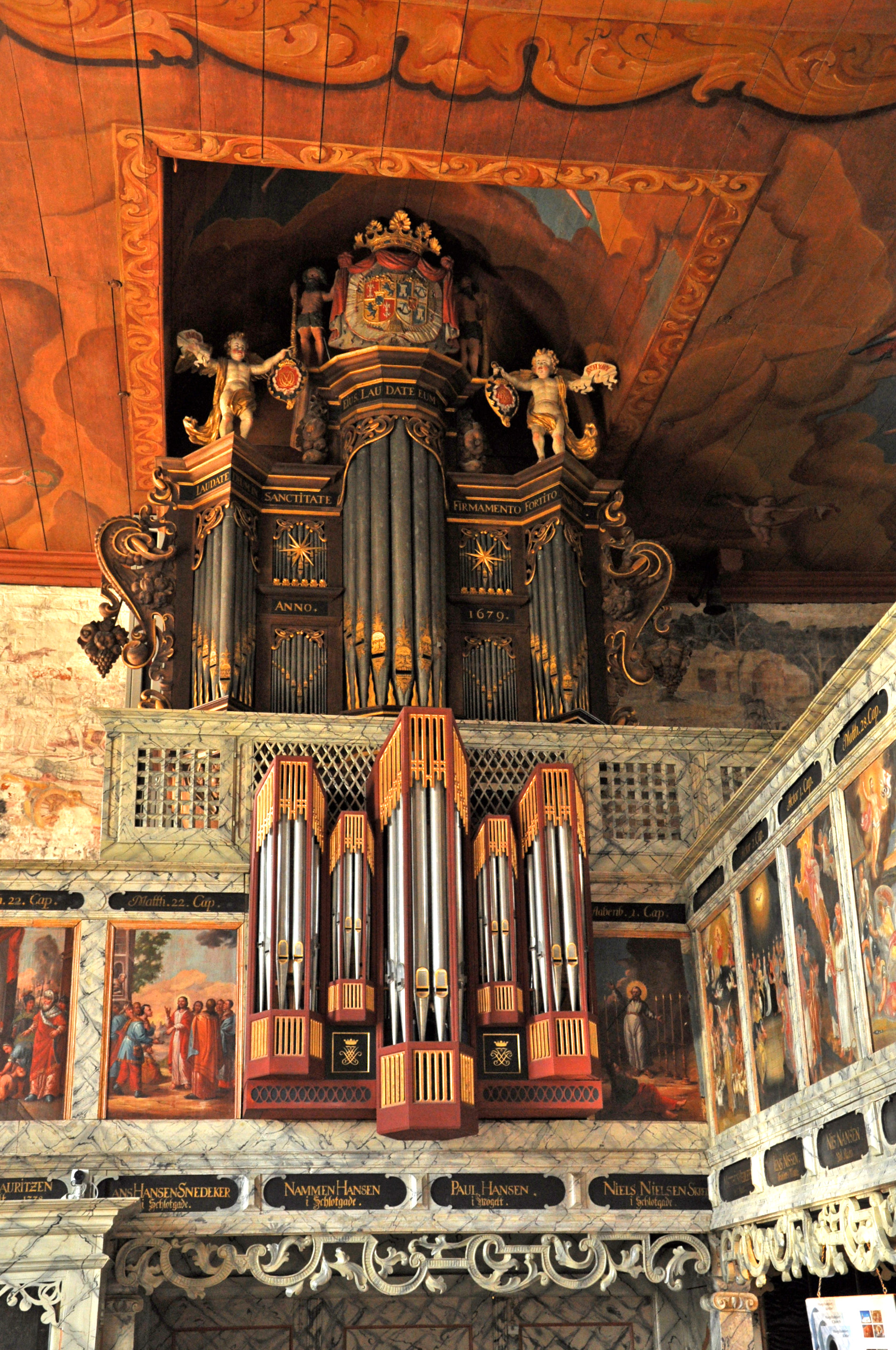
Orgel

De oudste delen van het bakstenen gebouw stammen uit de eerste helft van de 13e eeuw. In de laatromaanse tijd werd het koor met drie rondbogige ramen voorzien, waarvan slechts de middelste bewaard bleef. Bovendien werd het kerkschip naar het westen verlengd met een sokkel van granietblokken. Het kerkgebouw was voor de reformatie aan de heilige Nicolaas van Myra gewijd.
Tegen het einde van de 15e eeuw kreeg de kerk een toren met een gotische, achthoekige spits. De hoge spits werd op 16 december 1628 door een storm geveld. Twee jaar later werd de spits vervangen door een iets lagere spits.
Aan de noordelijke kant van het koor werd in 1763 een grafkapel voor de familie Van Schack toegevoegd, het pompeuze zandstenen portaal dateert uit 1853. De daken hebben een loden bedekking. .
Onder het koor ligt een crypte, die in de 16e eeuw werd aangelegd voor de familie Rantzau. Er staat een zandstenen sarcofaag opgesteld voor Hans Schack († 1719) en zijn beide echtnotes alsmede drie kindergrafkisten.

## Inrichting
De grafelijke patronaatsloge uit 1693 aan de noordelijke muur is zeer rijk vormgegeven. De namen van de boeren die de galerij betaalden werden er op vereeuwigd.
Het balkenplafond werd waarschijnlijk rond 1740 door Johan en Sønnik Sønnichsen van beschilderingen voorzien. Het toont de Schepping, de Kruisiging en het Jongste Gericht.
De fresco's aan de koormuren en de -gewelven  uit de 16e eeuw bleven bewaard, maar werden tegen het einde van de 19e eeuw door August Wilckens sterk gerestaureerd, die bovendien portretten van zichzelf en leden van de familie Schack toevoegde. Ook de vondst van de Gallehus-hoorns in de buurt van Møgeltønder werd op de muren vastgelegd.
Het romaanse doopvont van graniet is het oudste voorwerp van de kerkinventaris en stamt uit circa 1200. Het barokke deksel van het doopvont (1660) bezit rijk houtsnijwerk en toont o.a. de doop van Jezus.
In de kerk staat een vijfvleugelig altaar met houtsnijwerk uit circa 1500 opgesteld. Het toont een kruisigingsscène met veel figuren en op de zijvleugels de twaalf apostelen. De bekroning van de kunstenaar Peter Petersen met de Opstanding en de beelden van de evangelisten en een engel werd rond 1700 op het altaar geplaatst. Tegelijkertijd werden de zijvleugels met rankwerk versierd. De achterkant van de altaarvleugels werd beschilderd en in gesloten toestand is de lijdensgeschiedenis van Jezus te zien.
De kansel stamt eveneens uit het atelier van Peter Petersen (1694) en is versierd met engelen die de lijdenswerktuigen van Christus vasthouden. De sokkel waarop de kuip rust wordt naar de woorden uit Mattheus 19:14 gevormd door spelende kinderen.
Aan de koorboog staan enkele laatgotische beelden van Maria met Kind en de heilige Nicolaas opgesteld. 

## Orgel
Het orgel uit het jaar 1679 is het oudste orgel van Denemarken dat nog in gebruik is. Het werd door Joachim Richborn gebouwd en in 1906 door Marcussen & Søn opnieuw gestemd en in 1957 door de Hamburgse orgelbouwer Rudolf von Beckerath met een rugpositief vergroot.

## Afbeeldingen fresco's

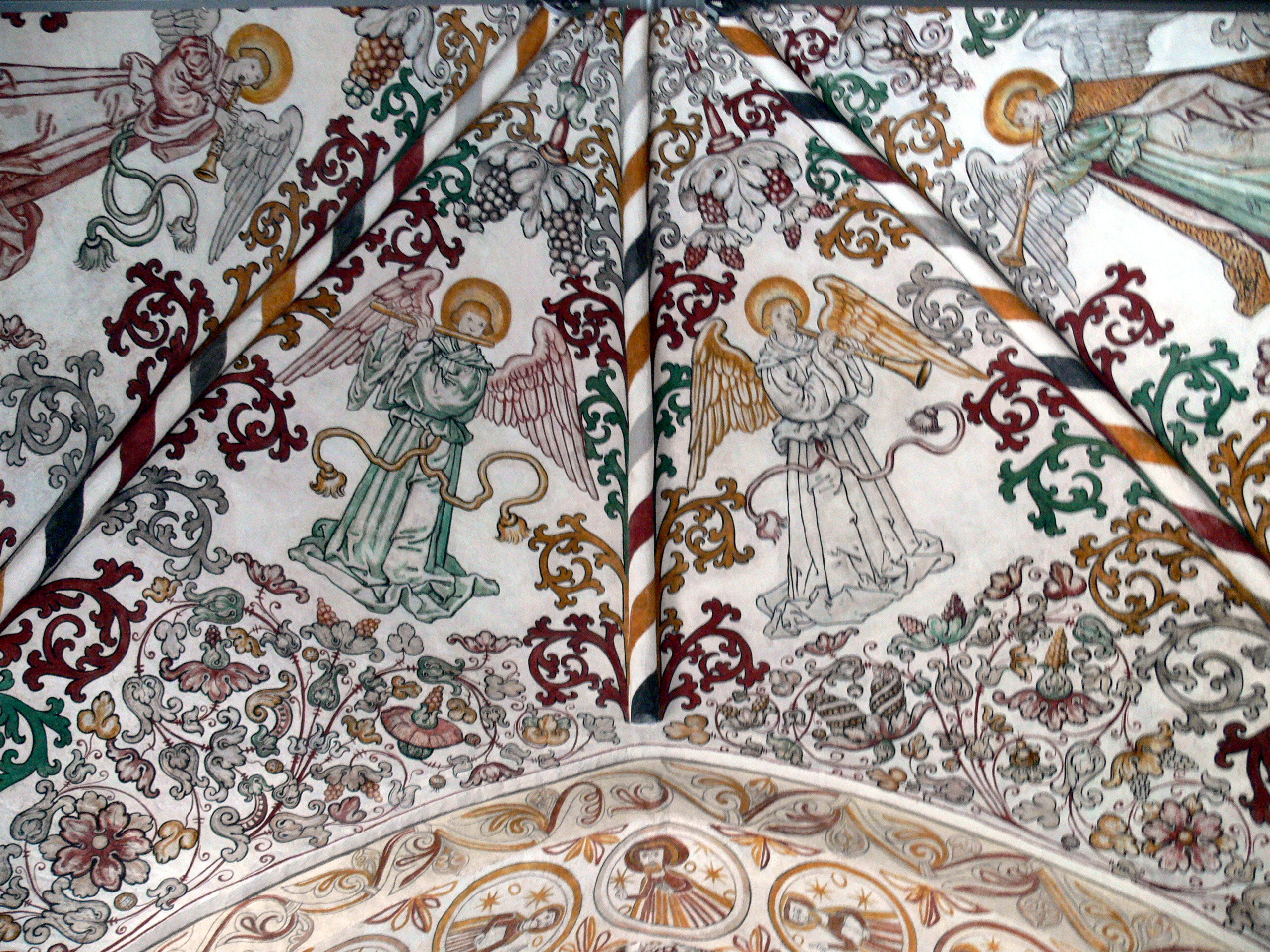
Engelen
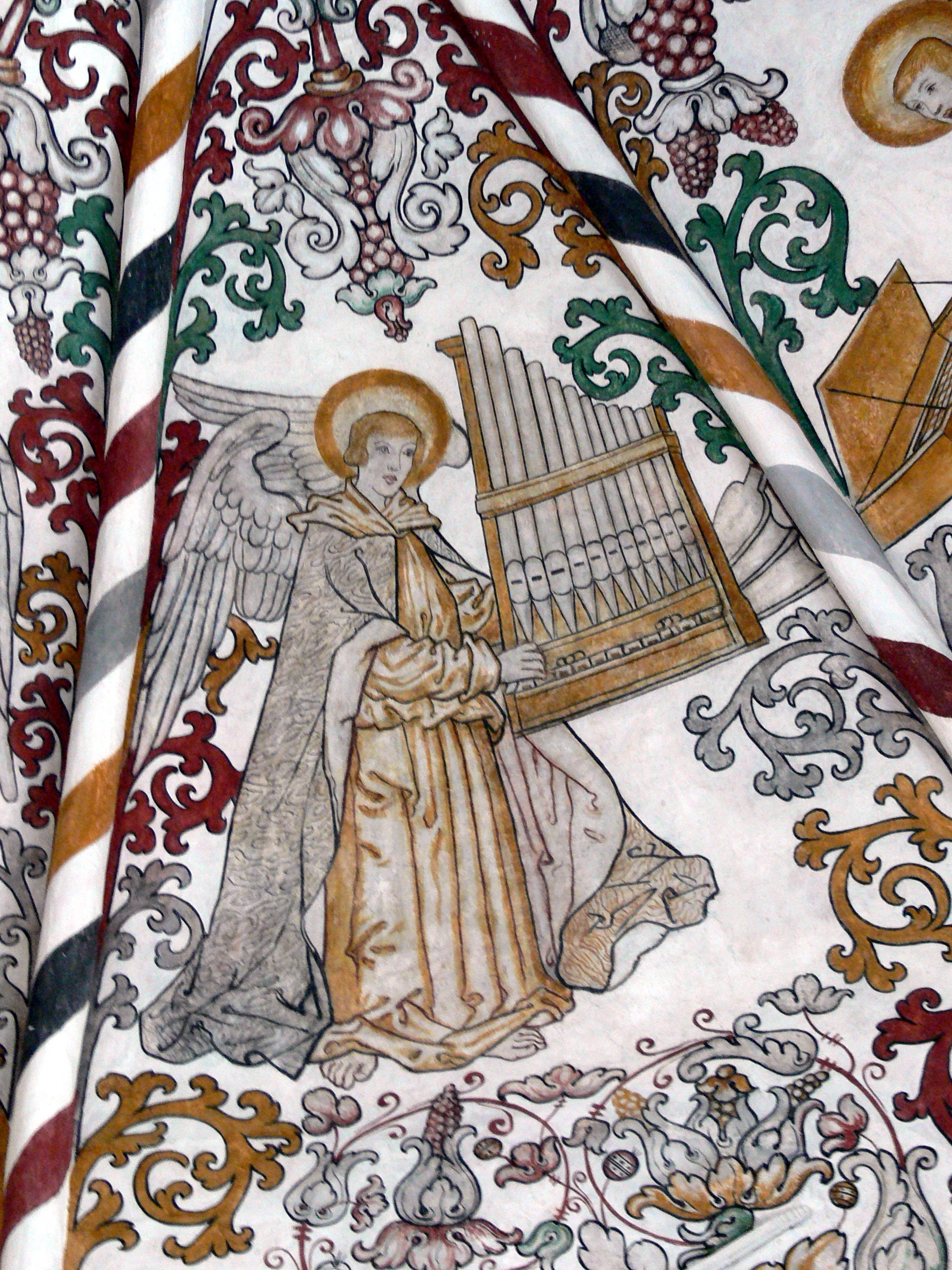
Engel
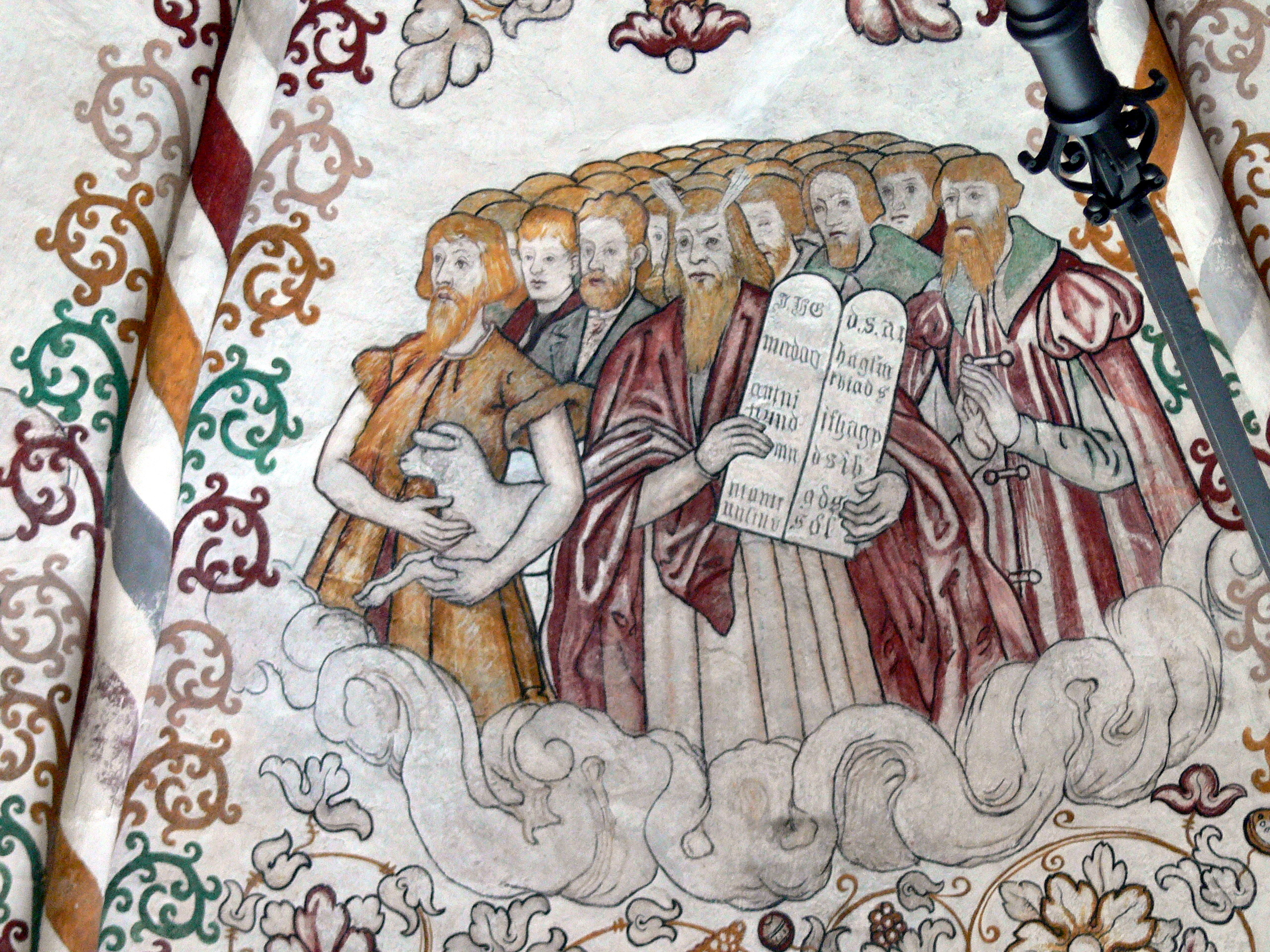
Mozes en profeten
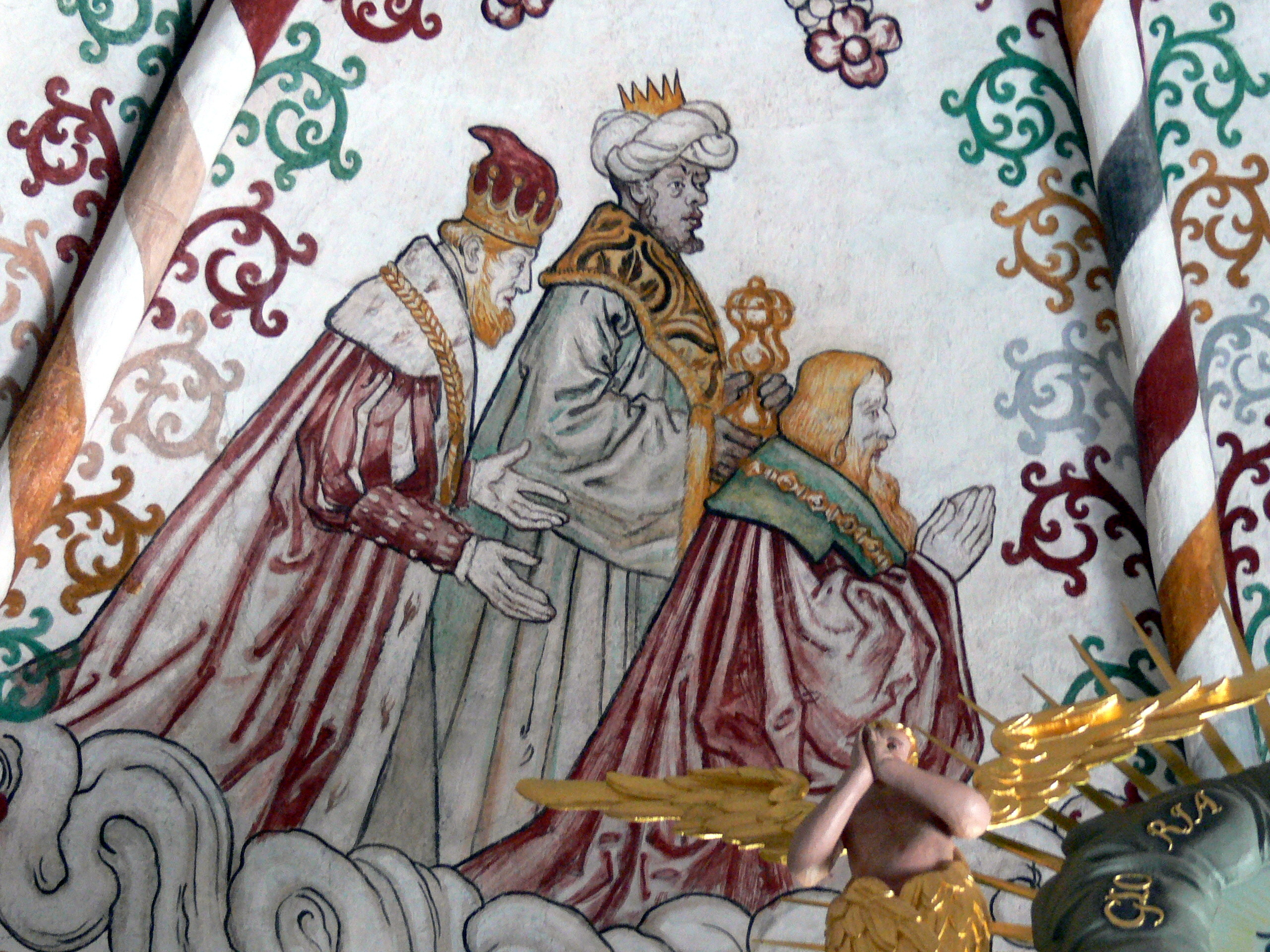
Driekoningen
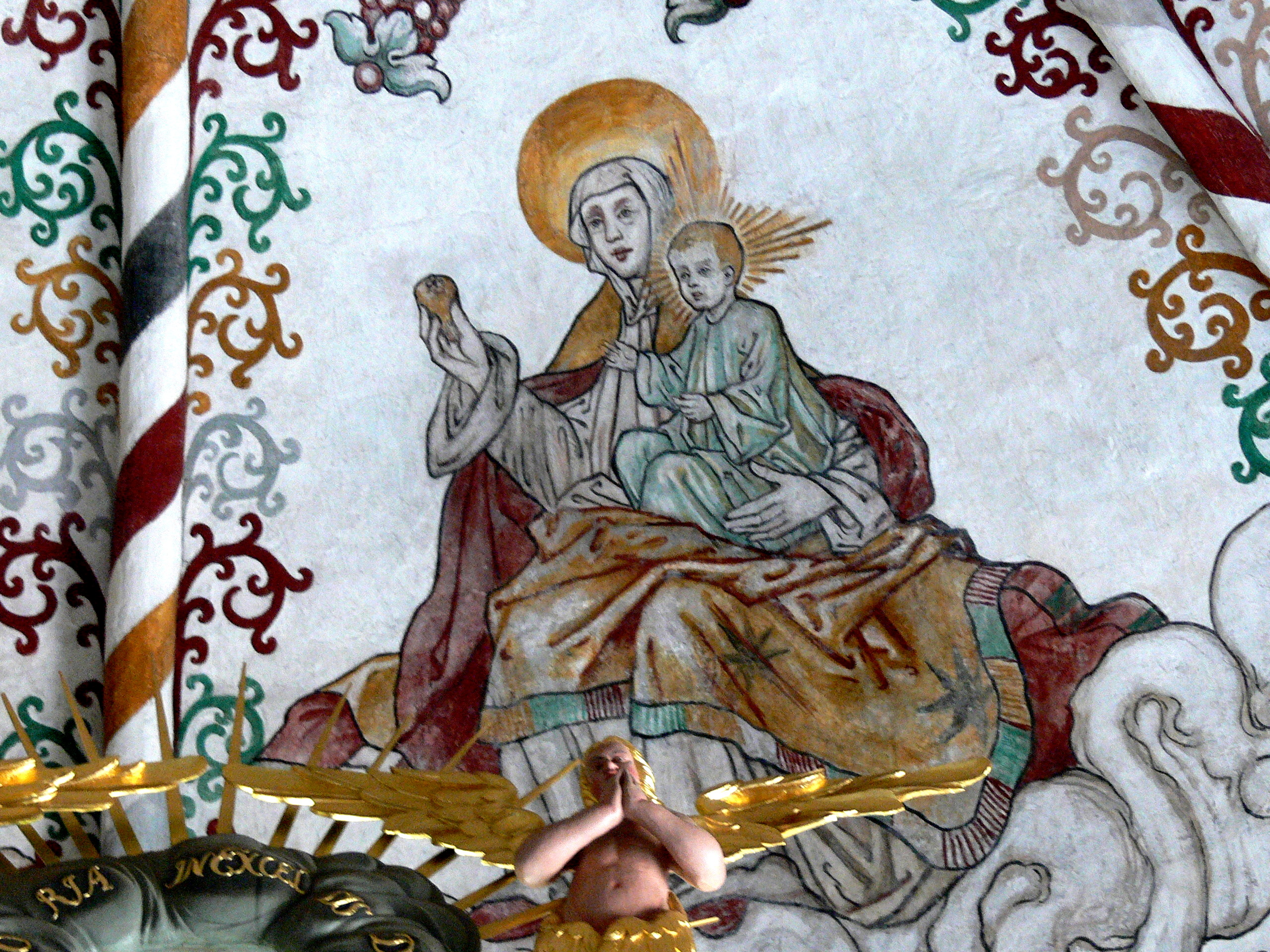
Madonna